# Brigades Internacionals de Pau
Brigades Internacionals de Pau (en anglès Peace Brigades International, PBI) és una organització no governamental, no confessional i independent que treballa per a la protecció dels drets humans i la promoció de la resolució de conflictes a través de la noviolència. PBI reconeix els principis de la noviolència, la independència, el no partidisme, la no intervenció i s'activa sols en cas de sol·licitud expressa per part d'organitzacions locals.

## El treball de PBI
Brigades Internacionals de Pau envia observadors internacionals per ser testimonis presencials en regions de crisi i conflicte. Els grups de voluntaris protegeixen amb la seva presència a persones amenaçades de mort o segrest a causa de la violència política. El concepte desenvolupat per PBI, que consisteix en l'acompanyament de la població civil local, contribueix a l'enfortiment de la possibilitat de trobar solucions civils per als conflictes.
Brigades Internacionals de Pau duu a terme projectes a Colòmbia, Guatemala, Hondures, Indonèsia, Nepal i Mèxic (estat de Morelos). A més, en el marc d'una coalició de pau, l'organització està compromesa també a l'estat mexicà de Chiapas. D'altra banda, BPI desenvolupa una labor formativa en el camp de la resolució de conflictes sense violència i en el tractament d'experiències traumàtiques.
Les iniciatives de diàleg i el treball general d'informació entre les parts en conflicte exerceixen un paper rellevant, com per exemple en el cas del diàleg interreligiós en el projecte SIPAZ a Chiapas. D'aquesta forma, PBI contribueix en la desescalada i en la prevenció de la formació de conflictes.
Les forces de pau de PBI han actuat a Guatemala (1983-1999), El Salvador (1987-1992), Sri Lanka (1989-1998), Amèrica del Nord (1991-1999), Timor Oriental (1999-2002) i Haití (1995-2000). Així mateix, han tingut presència al nord de Nicaragua, Àfrica Central (2004-2005) i a l'Audiència Mundial de l'Urani (World Uranium Hearing) de 1992 a Salzburg. PBI fou també una de les organitzacions que van integrar el Grup de Pau pels Balcans (1994-2001).

## El voluntariat de PBI
Una de les principals accions de PBI consisteix a enviar voluntaris per acompanyar a persones defensores dels drets humans les vides de les quals estiguin en perill en àrees de conflicte.
PBI és una organització que treballa en equip. Els voluntaris viuen, conceben estratègies, redacten informes i viatgen junts. Les habilitats per a treballar en equip de cada aspirant es comproven a consciència abans d'aprovar la seva sol·licitud de voluntariat. Cada tres anys se celebra una assemblea, a la qual assisteixen membres pertanyents a tots els nivells d'organització de PBI, per analitzar i modificar el rumb del programa de cada país.
Els voluntaris de PBI procedeixen d'àmbits i països molt variats. Estats Units, Alemanya, Itàlia i Japó, entre molts altres països, han tingut una àmplia representació en el voluntariat de l'organització. Els aspirants han de tenir, com a mínim, 25 anys i expressar un profund compromís amb la noviolència. Tanmateix, han de comunicar-se en castellà (en el cas dels projectes a Llatinoamèrica), nepalès (per al projecte de Nepal) o anglès (per al projecte d'Indonèsia) sense problemes. Tots els aspirants han d'assistir a dues sessions de formació (normalment dutes a terme en algun país europeu) per aprendre sobre la filosofia de la noviolència, estratègies noviolentes i dinàmiques de grup. L'aspirant a voluntari no pot ser ciutadà del país on desitja treballar.

## Premis
Brigades Internacionals de Pau ha rebut diversos reconeixements al llarg dels seus anys de treball en el camp dels drets humans:
- Nominació al Premi Nobel de la Pau, 2001
- Premi Martin Ennals, 1999
- Medalla Commemorativa de la Pau, 1999
- Premi de Drets Humans de la ciutat de Weimar, 1999
- Premi de la Pau d'Aquisgrà, 1999
- Premi de la Pau Sievershausener, 1998
- Premi de la Pau Pfeffer, 1996
- Memorial de pau i solidaritat entre els pobles, 1995
- Friedrich Sigmund Schultze Förderpreis, 1995
- Memorial per la Pau Josep Vidal i Llecha de Reus, 1989
- Premi Internacional Jaime Brunet a la promoció dels Drets Humans, 2011.[2][3]
- Premi ICIP Constructors de Pau, 2016[4]